# ضريح بير نجم الدين
ضريح بير نجم الدين (بالفارسية: آرامگاه پیرنجم‌الدین) هو ضريح تاريخي يعود إلى الدولة السلجوقية والدولة الإلخانية، ويقع في سمنان.